# Raymond Ceulemans
Raymond Ceulemans   (Lier, 12 de juliol de 1937) és un jugador belga de billar especialitzat en billar a tres bandes.
A data 2020, el seu brillant palmarès inclou 35 campionats del món (23 en la modalitat de tres bandes i 12 en d'altres disciplines), 48 campionats d'Europa (23 n la modalitat de tres bandes) i 61 campionats nacionals. És conegut com Mr 100.

## Palmarès
Font:
- Campionat del Món de billar a tres bandes:  1963–1973, 1975–1980, 1983, 1985, 1990, 2001  1974, 1991, 1992  1984, 1986, 1988, 1989
- Campionat del Món de billar a una banda:  1968, 1976–1979, 1984
- Campionat del Món de billar de carambola quadre 47/1:  1976
- Campionat del Món de billar de carambola lliure:  1969
- Campionat del Món de billar pentatló:  1965, 1972, 1974, 1975
- Copa del Món de billar:  1986, 1987, 1990
- Campionat d'Europa de billar a tres bandes:  1962–1972, 1974–1983, 1987, 1992  1988  1961, 1985, 1991
- Campionat d'Europa de billar a una banda:  1963–1967, 1969, 1970, 1977–1979, 1984–1986
- Campionat d'Europa de billar de carambola quadre 71/2:  1963, 1966, 1968, 1971, 1979
- Campionat d'Europa de billar de carambola quadre 47/1:  1976
- Campionat d'Europa de billar pentatló:  1973, 1979

## Referències

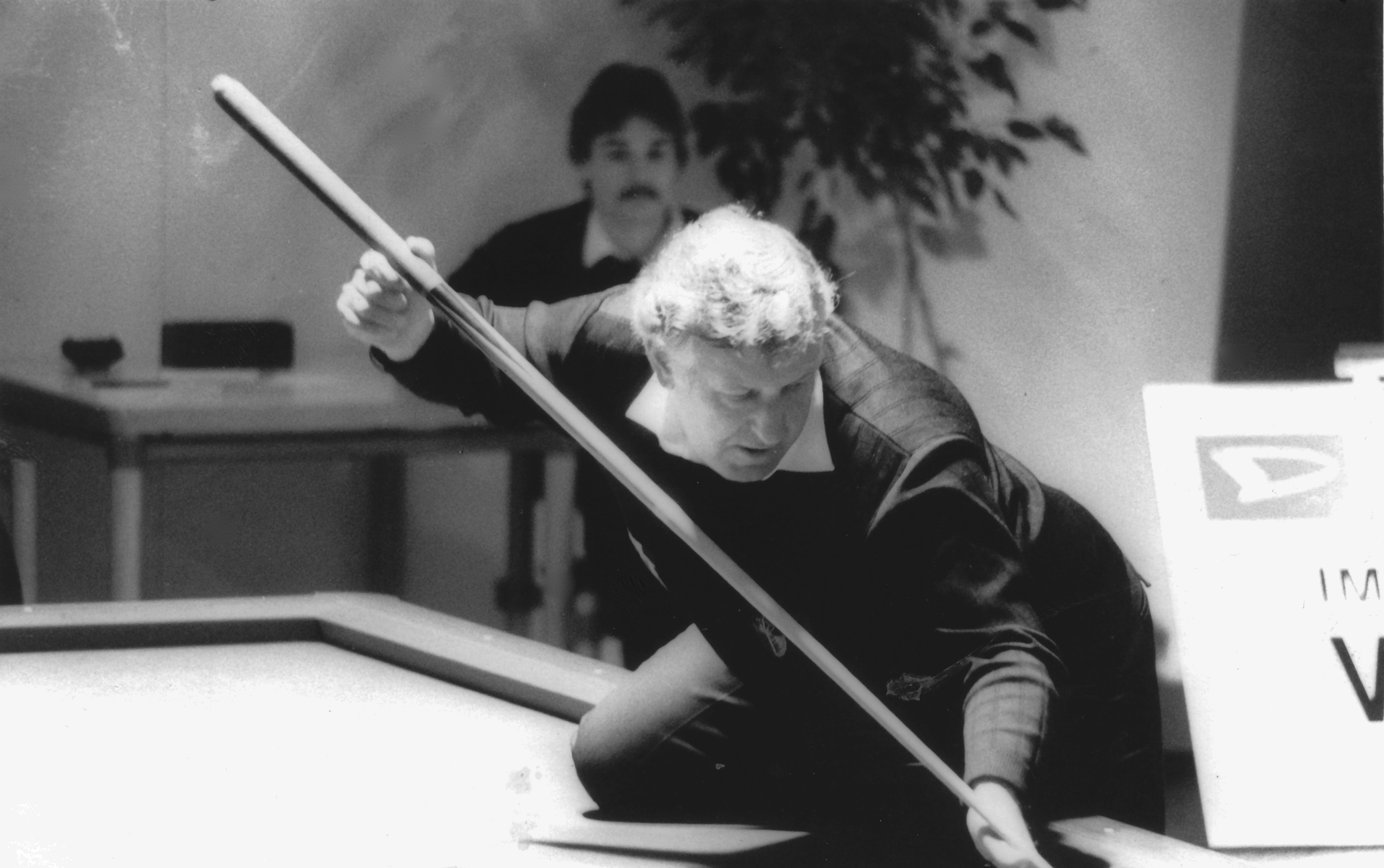
Ceulemans el 1986 a Dülmen, Alemanya.